# Los dioses deben estar locos II
Los dioses deben estar locos II (The Gods Must Be Crazy II, en inglés) es una película sudafricana de comedia estrenada en 1989, una secuela de la película de comedia Los dioses deben estar locos, de 1980, y la segunda de la saga del mismo nombre. Fue realizada por Weintraub Entertainment Group y estrenada en Estados Unidos por Columbia Pictures, y en el resto del mundo por 20th Century Fox. La película se estrenó en Estados Unidos el 13 de abril de 1990.

## Argumento
La película se divide en cuatro historias:
1. Xixo intentando encontrar a sus hijos perdidos.
2. Dos traficantes de marfil viajando en un camión donde los hijos de Xixo están atrapados.
3. Un zoólogo y una abogada extraviados en un desierto.
4. Dos soldados que luchan el uno con el otro.

La historia comienza con dos traficantes de marfil estacionados en la zona donde vive la tribu de Xixo. Curiosos por la presencia del camión, Xisa y Xiri -los hijos de Xixo- se suben al tráiler del tanque de agua y repentinamente quedan atrapados sin poder descender, ya que el camión en ese momento arranca para proseguir su ruta. Xixo sigue el camión a pie, resuelto a recuperar a sus hijos.
Una joven abogada llamada Ann Taylor llega para participar en una conferencia. Como le queda un tiempo libre, acepta la invitación de un joven piloto para tomar un breve vuelo por la zona en su avioneta ultraligera. Se dirigen a ver al zoólogo Dr. Stephen Marshall, quien intercambia roles con el otro piloto para continuar con el vuelo, pero la avioneta sufre un percance y los deja extraviados en medio del desierto del Kalahari. Además, la zona se encuentra en plena guerra civil, lo cual es personificado por un soldado cubano perdido (Mateo) y su enemigo angoleño (Timi), quienes repetidamente intentan tomarse prisioneros el uno al otro.
En el transcurso de la película, todos estos personajes cruzan sus caminos con Xixo e incluso con sus hijos perdidos. En un momento, los traficantes de marfil capturan a Xixo, Ann, Stephen y los dos soldados. Xixo intenta salvarles, y uno de los traficantes (George) -quien es un hombre de buenas intenciones pero vive sometido ante las órdenes de su indolente jefe (Big Ben)- le indica a Xixo cómo ubicar a sus hijos. Big Ben es capturado, los soldados dejan sus diferencias de lado y se despiden el uno al otro, Ann y Stephen regresan a la civilización (aunque no sin un último percance embarazoso), y Xixo se reúne con sus hijos.

## Reparto
- N!xau como Xixo
- Eiros como Xiri
- Nadies como Xisa
- Hans Strydom como el Dr. Stephen Marshall
- Lena Farugia como la Dra. Ann Taylor
- Erick Bowen como Mateo
- Treasure Tshabalala como Timi
- Pierre Van Pletzen como George
- Lourens Swanepoel como Big Ben